# Trên thảm cỏ xanh
Trên thảm cỏ xanh (tiếng Triều Tiên: 그린 카펫에) là một phim hài lãng mạn của đạo diễn Rim Chang-bom, ra mắt lần đầu năm 2001. Bộ phim lấy cảm hứng là những lễ hội Arirang diễn ra vào ngày Quốc tế Lao động hàng năm ở Bình Nhưỡng.